# Adesmia arillata
Adesmia arillata är en ärtväxtart som beskrevs av Miotto. Adesmia arillata ingår i släktet Adesmia och familjen ärtväxter. Inga underarter finns listade i Catalogue of Life.